# Nils Dacke

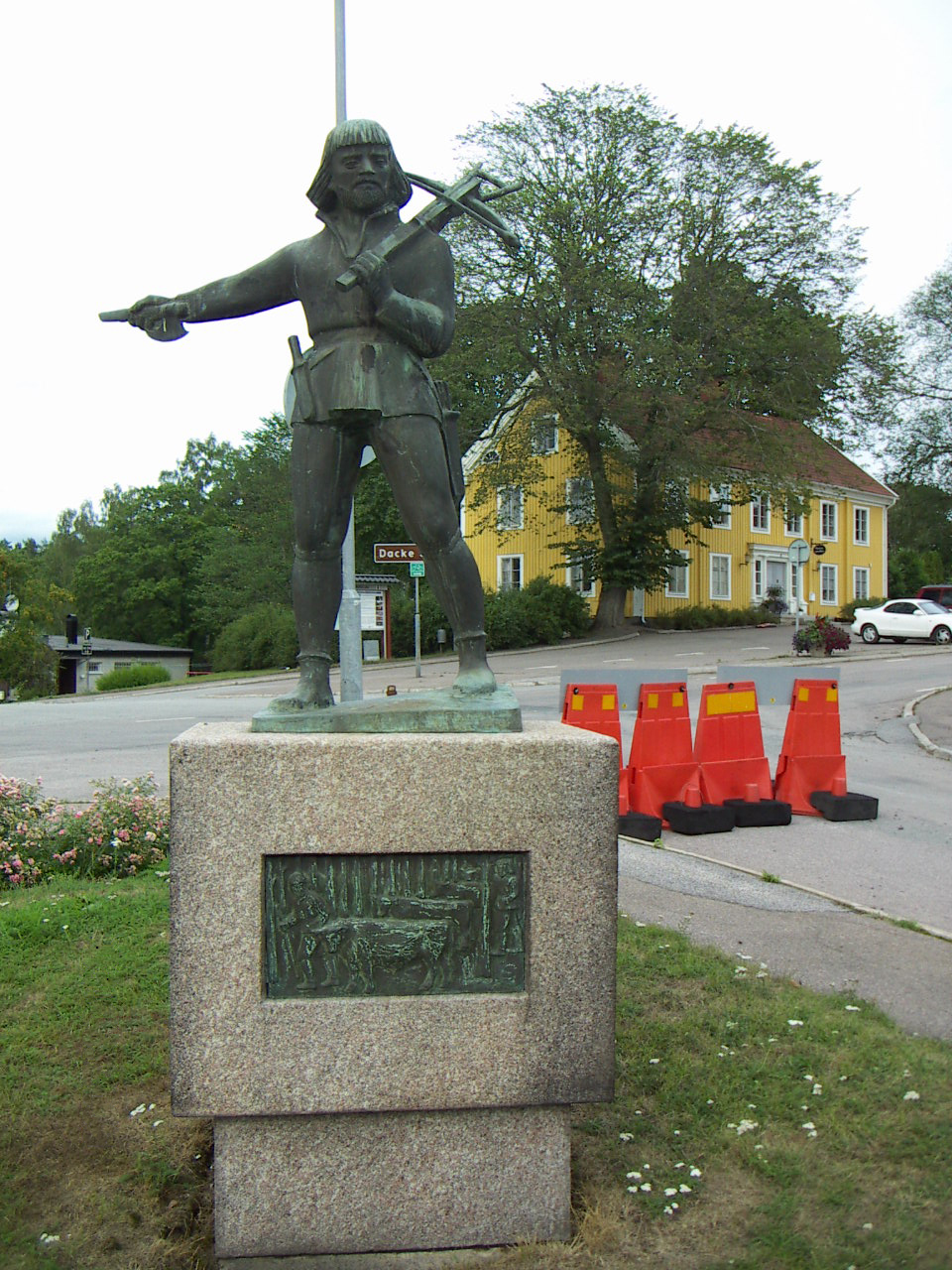
Nils-Dacke-Statue in Virserum

Nils Dacke († 1543) war ein schwedischer Bauern- und Widerstandsführer aus der südschwedischen Provinz Småland.
Er war Führer des sogenannten Dacke-Aufstand gegen König Gustav Wasa, der durch königliche Truppen und deutsche Söldner niedergeschlagen wurde. Der Besiegte hatte als Führer des Aufstands nicht die ökonomischen Ressourcen wie Gustav Wasa sie hatte. Außerdem verzichtete er auf die Hilfe von deutschen Adligen (z. B. Herzog Albrecht von Mecklenburg; es ist allerdings unklar, ob dieser überhaupt in der Lage gewesen wäre, die benötigten Truppen anzuheuern).

## Leben
Nils Dacke taucht erstmals 1536 namentlich in der schwedischen Geschichte auf, als er bei einigen kleinen Unruhen in Småland einen Landvogt tötet. Zu dieser Zeit soll Dacke, der auch mindestens einen Sohn hatte, etwa 30 Jahre alt gewesen sein. Er befand sich danach über längere Zeit auf der Flucht. Die Flucht endete jedoch vor Gericht, von dem er zu einer Strafe von 200 Mark verurteilt wurde, was zu der Zeit eine sehr große Summe war. Mit der Hilfe von Einwohnern seiner Heimatregion Södra Möre im Südosten Smålands und der Unterstützung von Verwandten gelang es ihm, die Summe aufzubringen und danach in einem neu gebauten Haus an der Grenze zu Blekinge sesshaft zu werden.
Einige Jahre später taucht der Name Dackes in der Historie wieder auf. Dieses Mal war er Führer einer Ansammlung von Bauern in seinem Bezirk, die sich von den Regierenden nicht länger unterdrücken lassen wollten. Einige Monate später befand sich Dacke in einer Machtposition, mit der er als Bauernführer in Småland nicht gerechnet hatte. Er schloss am 8. November 1542 ein Friedensabkommen mit Gustav Wasa, anstatt mit seinen Truppen Richtung Stockholm zu ziehen. Es scheint, als ob er den Leitspruch „Gammelt och fornt“ erfüllen wolle. Als Herr der Festung Kronoborg ließ er den Grenzhandel mit Dänemark wieder aufleben und ermöglichte unter anderem katholische Gottesdienste. Im Frühling 1543 wurde Dacke entgegen den Absprachen von königlichen Truppen überfallen. Diese errangen einen überwältigenden Sieg, da sie nun mit den Kampftechniken der Bauern vertraut waren. Laut traditioneller Überlieferung wurde Dacke schwer verwundet. Bei der entscheidenden Schlacht auf dem Eise des Sees Hjorten in der Kirchengemeinde Virserum soll er an beiden Beinen getroffen worden sein. Bevor er gefangen werden konnte, gelang es seinen Leuten, ihn in Sicherheit zu bringen und für zwei Monate zu verstecken, doch danach wurden sie aufgespürt.
Dacke fiel bei den abschließenden Kämpfen an der Grenze zu Blekinge (Ledja/Holmsjö) in der Nähe des Hofes, auf dem er zu Beginn des Aufstandes für den Vogt gearbeitet hatte. Sein Körper wurde in mehrere Teile zerteilt und in Kalmar an einem Galgen ausgestellt, wobei der Kopf auf einen Pfosten gespießt war. Aus einigen nicht bestätigten Quellen geht hervor, dass Gustav Wasa Dackes Sohn in einem Gefängnis verhungern ließ, weil er neue Unruhen und den Symbolwert des Sohnes befürchtete.

## Ehrungen

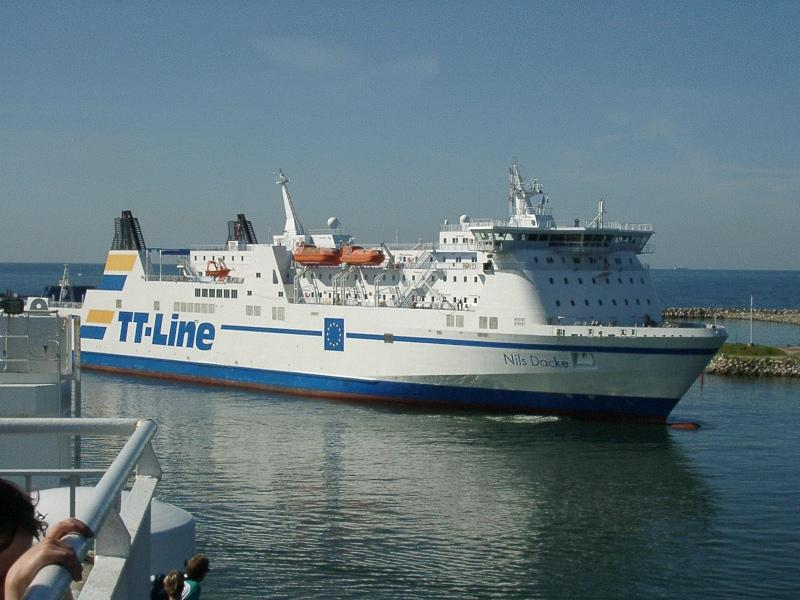
Nils Dacke II (Baujahr 1995)

- Verschiedene von der TT-Line eingesetzte Autofähren wurden nach Nils Dacke benannt.
- 1998 wurde ein Asteroid nach ihm benannt: (7217) Dacke.